# Ganggrab von Fjelsø

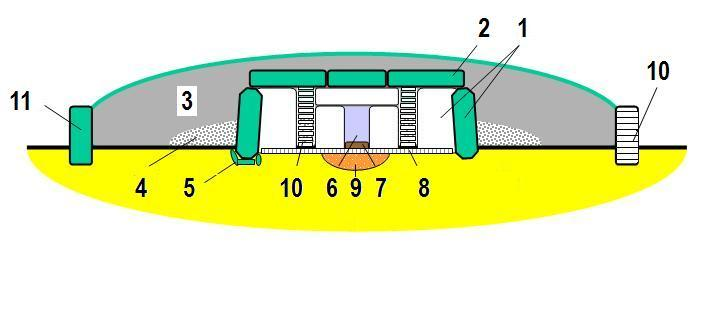
Schema Ganggrab (Querschnitt) 1=Trag-, 2= Deckstein, 3=Erdhügel, 4=Dichtung, 5=Verkeilsteine, 6=Zugang, 7= Schwellenstein. 8=Bodenplatten, 9=Unterbodendepots, 10=Zwischenmauerwerk 11=Randsteine

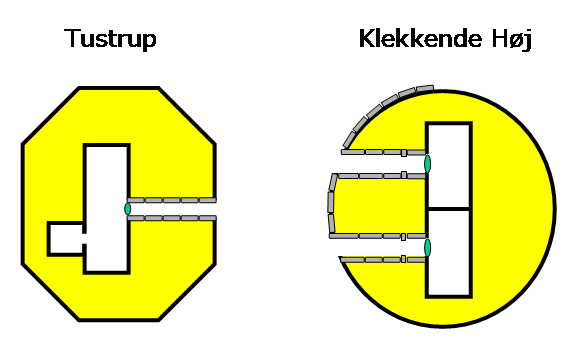
Prinzipskizze Nebenkammer links

Das Ganggrab von Fjelsø liegt am Toruphøjevej, südwestlich von Fjelsø, westlich von Hobro im dänischen Jütland, unweit der Doppelganggräber von Ettrup und Langmosehøj. Fjelsø ist ein Ganggrab (dänisch Jættestue –  Riesenstube) mit einer Nebenkammer (dänisch bikammer). In den etwa 500 bewahrten Ganggräbern Dänemarks gibt es lediglich 30 mit Nebenkammern und in Deutschland, den Niederlanden, Polen und Schweden, den übrigen Staaten mit nordischer Megalitharchitektur, gibt es gar keine. Ganggräber sind eine Bauform jungsteinzeitlicher Megalithanlagen, die aus einer Kammer und einem baulich abgesetzten, lateralen Gang bestehen. Die Form ist primär in Dänemark, Deutschland und Skandinavien sowie vereinzelt in Frankreich und den Niederlanden zu finden.
Die ovale Nord-Süd orientierte Kammer ist etwa drei Meter lang, zwei Meter breit und 1,3 m hoch. Sie wurde 1920 ausgegraben. Vor der Megalithanlage der Trichterbecherkultur (TBK), die zwischen 3500 und 2800 v. Chr. entstanden ist, wurde zerscherbte Keramik gefunden. Sie besteht aus acht Tragsteinen und zwei Decksteinen. In der westlichen Langseite liegt die 1,1 m breite Öffnung zur 1,5 × 1,5 m messenden Nebenkammer, deren Boden durch eine Platte gebildet wird. Sie besteht aus vier Seitensteinen und dem Deckstein. Der West-Ost orientierte Gang ist etwa 4,0 m lang. Es besteht aus drei Seitensteinen auf jeder Seite und ist von drei Decksteinen bedeckt. Im Gang befanden sich zwei Schwellensteine. 
Neolithische Monumente sind Ausdruck der Kultur und Ideologie neolithischer Gesellschaften. Ihre Entstehung und Funktion gelten als Kennzeichen der sozialen Entwicklung.